# جونينيو باروس
جونينيو باروس (بالبرتغالية: Juninho Barros‏) هو لاعب كرة قدم برازيلي في مركز الوسط، ولد في 21 مارس 1996 في ريسيفي في البرازيل. لعب مع نادي فورتاليزا.

## وصلات خارجية
- جونينيو باروس على موقع قاعدة بيانات كرة القدم.إي يو (الإنجليزية)
- جونينيو باروس على موقع Soccerway.com (الإنجليزية)
- جونينيو باروس على موقع عالم كرة القدم.نت (الإنجليزية)